# John Laurens
John Laurens (ur. 28 października 1754 w Charleston, zm. 27 sierpnia 1782 w Combahee River) – amerykański żołnierz i polityk z Karoliny Południowej w czasach wojny o niepodległość Stanów Zjednoczonych, najbardziej znany ze swoich poglądów krytykujących niewolnictwo i działań mających pomóc werbować niewolników, by mogli wywalczyć wolność dla siebie jako amerykańscy żołnierze.
W 1779 roku Laurens otrzymał pozwolenie Kongresu Kontynentalnego na zrealizowanie swojego planu rekrutacji oddziału złożonego z 3000 niewolników przez obiecanie im wolności w zamian za walkę. Projekt został udaremniony przez polityczną opozycję w Karolinie Południowej. Laurens zginął w bitwie przy Combahee River w sierpniu 1782.

## Dzieciństwo i młodość
John Laurens urodził się w 1754 roku jako dziecko Henry’ego Laurensa i Eleanory Ball w Charleston w Karolinie Południowej; rodziny obojga rodziców dorobiły się majątku jako plantatorzy, kultywując uprawę ryżu. Henry Laurens wraz z Richardem Oswaldem prowadzili jeden z największych w kraju punkt handlu niewolnikami.
John był najstarszym z pięciorga dzieci, które dożyło pełnoletności. On i dwóch jego braci było nauczanych indywidualnie, ale po śmierci matki ojciec wysłał ich do Anglii, by kontynuowali tam edukację.
W październiku 1771 roku Henry wraz z potomstwem przeprowadził się do Londynu, John gościł się na europejskich uczelniach od 16 do 22 roku życia. Przez dwa lata od czerwca 1772 roku razem z bratem uczęszczał na Uniwersytet Genewski (Szwajcaria), gdzie mieszkali u przyjaciela rodziny. Laurens „nigdy nie miał trudności w przyciąganiu uwagi kobiet ani mężczyzn”. Głównie przebywał ze swoimi męskimi przyjaciółmi, gdyż byli dla niego bardzo ważni.
W młodości Laurens wykazywał niemałe zainteresowanie naukami ścisłymi i medycyną, ale kiedy powrócił do Londynu w sierpniu 1774 roku, jego ojciec posłał go na studia prawnicze. Zaczął naukę w listopadzie 1774 roku w Middle Temple. Ojciec powrócił do Charleston, zostawiając pod opieką Johna jego dwóch braci, uczęszczających do Brytyjskich szkół.
Laurens ożenił się z Marthą Manning, córką nauczyciela i przyjaciela rodziny, 26 października 1776 roku.
John był silnie zdeterminowany, by dołączyć do Armii Kontynentalnej i walczyć za swój kraj zamiast kończyć studia prawnicze w Anglii i wychowywać dziecko. Wypłynął do Charleston w grudniu 1776 roku, zostawiając ciężarną żonę w Londynie u jej rodziny.

## Kariera militarna i polityczna

### Służba jako adiutant Jerzego Waszyngtona
Latem 1777 roku Laurens towarzyszył ojcu, który miał służyć w Kongresie Kontynentalnym, w podróży z Charleston do Filadelfii. Henry Laurens widząc, że nie uda mu się zapobiec dołączeniu syna do Armii Kontynentalnej, używał swoich wpływów, by zapewnić wyższy stopień dla swojego 23-letniego syna, co w końcu było jakimś pozytywnym gestem z jego strony.
John Laurens został zaproszony do sztabu George’a Washingtona na początku sierpnia, w celu pełnienia ochotniczo roli adiutanta. Washington pisał:
Chciałbym opóźnić Wizytę czwartego z moich Adiutantów jeszcze trochę; aczkolwiek jeśli zaszczyci mnie pan dołączeniem do grona mojej Rodziny, rad niesamowicie będę wskutek pana Obecności i wsparcia na Linii Dodatkowej Pomocy i pragnę, by powierzono panu rolę, którą pan wybierze.
We wrześniu, po tym, jak Laurens po raz pierwszy widział walkę podczas bitwy nad Brandywine, uczestniczył w oficjalnym spotkaniu jako jeden z adiutantów George’a Washingtona i nadano mu stopień pułkownika. Nawiązał bardzo przyjacielską relację ze współtowarzyszem, Alexandrem Hamiltonem i zaprzyjaźnił się z Lafayettem.
Laurens zasłynął ze swojej pochopnej odwagi. La Fayette zauważył, że „To, że nie został zabity albo zraniony nie było jego zasługą, robił wszystko, co było niezbędne, by doszło do jednego albo drugiego”. Laurens zachowywał się konsekwentnie na początku bitwy o Monmouth, kiedy zastrzelono konia, na którym jechał podczas gdy on analizował otoczenie dla Barona von Steubena i bitwy pod Germantown, na której został ranny 4 października 1777:
Washington wymusił atak z zaskoczenia na Brytyjczyków na północ od Filadelfii. Z jednej strony Amerykanie byli zszokowani faktem, że ogromna kamienna posiadłość została przejęta przez wroga. Po kilku nieudanych próbach odzyskania budowli, Laurens i francuski ochotnik, młody Duplessis-Mauduit przedstawili swój własny śmiały plan. Zebrali trochę słomy, by wzniecić ogień i umieścili przed drzwiami domu. Według relacji innego oficera z działań Laurensa tamtego dnia: „Podbiegł do drzwi domu, które uchylił i z szablą w jednej ręce, w drugiej trzymał podpalony kawałek drewna, który miał zapalić stos. Najbardziej pamiętnym wydarzeniem tego dnia było wywołanie ogromnego pożaru domu, jednocześnie z niewielką szkodą odniesioną przez obiekt.” Laurens został postrzelony, która to kula przeszła przez jego prawe ramię, a on zrobił sobie temblak z własnego uniformu.
23 grudnia 1778 roku Laurens odbył pojedynek z generałem Charlesem Lee tuż za Filadelfią po tym, jak Laurens wyzwał go za oszczerstwa wobec George’a Washingtona. Lee został zraniony w bok i rękę przez pierwszy strzał Johna, sprawa została zakończona przez sekundantów obu mężczyzn, Alexandra Hamiltona i Evana Edwardsa zanim przystąpili do drugiej tury.

### Zwalczanie niewolnictwa i rekrutacja czarnoskórych żołnierzy
Kiedy Brytyjczycy zintensyfikowali działania na południu, Laurens popierał ideę uzbrojenia niewolników i zagwarantowania im wolności w zamian za służbę. Pisał: „Jako Amerykanie, nawet z najbardziej wysuniętych na południe kolonii, nie możemy walczyć pod znakiem cudownej Łaski, Wolności, dopóki nie wyzwolimy naszych własnych niewolników.” Od innych przywódców z Karoliny Północnej za czasów Rewolucji różnił się swoim przekonaniem, że ludzie białej i czarnej karnacji mają bardzo podobną naturę i mają prawo pragnąć wolności dla całej republiki.
Na początku 1778 roku Laurens zaproponował ojcu, który w tym czasie był prezydentem Kongresu Kontynentalnego, by jego 40 odziedziczonych niewolników stało się częścią batalionu. Henry Laurens wyraził na to zgodę, jednak z pewnymi zastrzeżeniami, które ostatecznie udaremniły zrealizowanie projektu.
Kongres zatwierdził koncepcję pułku niewolników w marcu 1779 i wysłał Laurensa na południe, by zwerbował oddział 3000 czarnoskórych żołnierzy;, mimo że niewielu wierzyło w powodzenie planu, Laurens odniósł ogromny sukces. Po wygranej w wyborach na reprezentanta Karoliny Południowej, John zaprezentował oddział czarnoskórych w roku 1779, później znów w 1780 i po raz trzeci w 1782, za każdym razem spotykając kategoryczny sprzeciw. Gubernator John Rutledge i generał Christopher Gadsden byli pośród oponentów.

### Bitwy w Karolinie Południowej
W 1779, kiedy wojska Brytyjskie zagrażały Charleston, gubernator Rutledge zaproponował, by miasto poddało się, a Karolina Południowa stała się neutralna na czas wojny. Laurens zdecydowanie sprzeciwił się temu pomysłowi, sprzeczając się z Siłami Kontynentalnymi, że powinni odeprzeć Brytyjczyków.

#### Bitwa nad Coosawhatchie
Dnia 3 maja 1779 roku wojsko pułkownika Wiliama Moultrie, dwukrotnie przewyższone liczebnie, stanęło do walki przeciw 2400 Brytyjczykom dowodzonym przez generała Augistine’a Prévosta, którzy przekroczyli rzekę Savannah. Około dwie mile na wschód od rzeki Coosawatchie Moultrie rozlokował grupę 100 mężczyzn, by strzegli przejścia przez rzekę i ostrzegli pozostałych, kiedy Brytyjczycy nadejdą.
Kiedy wróg się zbliżył, Moultrie miał wysłać adiutanta, by przekazał stróżom rozkaz o powrocie do reszty wojska. Pułkownik John Laurens zaoferował, że to on poprowadzi ich z powrotem. Moultrie wierzył w oficera tak, że razem z nim wysłał 250 żołnierzy, by pomogli chronić tyły. Nie stosując się do rozkazów Laurens przeprawił się przez rzekę i kazał ludziom ustawić się w szeregu do bitwy. Nie udało mu się jednak podnieść ich morali i jego ludzie bardzo ucierpieli przez skuteczny ostrzał wrogich wojsk. Sam Laurens doznał kontuzji, a jego zastępca podążył z powrotem do głównych wojsk przy Tullifinny, gdzie Moultrie został zmuszony do odwrotu do Charleston.

#### Bitwy nad Savannah i Charleston
Tamtej jesieni Laurens dowodził pułkiem piechoty podczas nieudanego ataku generała Benjamina Lincolna w Savannah w stanie Georgia.

### Więzień wojenny
Po upadku pod Charleston w maju 1780, został wzięty jako więzień wojenny przez Anglię. Jako jeniec został przetransportowany do Filadelfii gdzie został zwolniony, pod warunkiem nieopuszczania Pensylwanii.
W Filadelfii, Laurens mógł odwiedzić swojego ojca, który później wyjechał do Holandii jako amerykański ambasador. Podczas żeglugi statek Henry’ego Laurensa został zawładnięty przez Anglików, skutkując uwięzieniem starszego z Laurensów w Tower of London.
Zdeterminowany aby powrócić do Karoliny Południowej, oraz myślą zostania uwolnionym przez wymianę więźniów w listopadzie 1780 roku, Laurens napisał do Georga Washingtona i poprosił o zwolnienie z obecności na jego służbie:
Drogi Generale,
Zaabsorbowany przewodzeniem pułkom dzięki przywiązaniu do Waszej Ekscelencji oraz patronatowi którym mnie Pan otoczył, jednak zbliżające się krytyczne skrzyżowanie południowych spraw z przypuszczeniem, iż moi rodacy będą nakłaniali mnie do jeszcze dłuższej przerwy od pracy w razie mojego uwolnienia na skutek wymiany... Pozwalam sobie na nadzieję, że moje znajomości w ojczyźnie i południowa narodowość mogą pozwolić mi na wystąpienie na nowej dla mnie scenie wojennej – i obecny okres spokoju spędzany tutaj okaże się zbyt dużą szansą na zostanie przeoczonym – motywy, które przedstawiam Waszej Ekscelencji mają na celu wyrazić moją usilną prośbę uzyskania Pańskiego pozwolenie na dołączenie do zaistniałej na południu działań wojennych.
Washington odpisał: „Motywy, które sprowadziły cię na południe są zbyt szlachetne i zbyt ważne, aby nie spotkały mojej aprobaty.”

### Dyplomatyczna misja we Francji
Po uwolnieniu, Laurens, mimo własnej niechęci, w grudniu 1780 roku został wyznaczony przez Kongres jako specjalny minister w misji do Francji. Ponieważ wolał powrócić na południe, pierwotnie odrzucił propozycję, a jako lepszego kandydata do tej roli zaproponował Alexandra Hamiltona. Ostatecznie Laurens został przekonany do zaakceptowania odezwu, zarówno przez Kongres, jak i Hamiltona. Ponownie napisał do Washingtona, by poradzić, że „nieszczęśliwie dla Ameryki, Kongres nie ufał wystarczająco pułkownikowi Hamiltonowi, by powierzyć mu misję przedstawienia swoich planów wyborczych, toteż byłem przekonany, iż nie ma żadnej alternatywy i muszę się zgodzić, by nie zaszkodzić naszym interesom. Tak więc okoliczności, które przedstawiłem – to one zmusiły mnie do zrzeknięcia się udziału w kampanii na południu.”
W marcu 1781 roku Laurens i Thomas Paine przybyli do Francji, by towarzyszyć Benjaminowi Franklinowi, który służył w Paryżu jako amerykański minister od 1777 roku. Razem spotkali między innymi króla Ludwika XVI. Laurens został zapewniony, że francuskie okręty wspomogą tamtoroczne operacje amerykańskie, obiecana pomoc okazała się później bezcenna podczas bitwy pod Yorktown.
Laurens został również poproszony, by przekazał Francuskim dyplomatom, iż bez odpowiedniego wsparcia z ich strony w rewolucji Amerykanie mogą zostać zmuszeni przez Brytanię do walki przeciw Francji. Wracając do Ameryki w sierpniu 1781 roku Laurens i Paine przywieźli ze sobą 2,5 miliona liwrów w srebrze, pierwszą część z 6 milionów podarowanych przez Francję i 10 milionów pożyczki.
Laurens miał również możliwość zaciągnięcia kredytu od Republiki Zjednoczonych Prowincji przed powrotem do domu. Jego ojciec, Henry Laurens, ówczesny ambasador Ameryki w Holandii, został schwytany przez Brytyjczyków, jednak został uwolniony przez wymianę na generała Cornwallisa w końcu 1781 r., by powrócić do Holandii i kontynuować negocjacje o zapomogach.

### Oblężenie Yorktown
Laurens przybył do Francji na czas, by zobaczyć przybycie francuskiej floty i dołączyć do Washingtona w Wirginii w oblężeniu pod Yorktown. 1 października 1781 r. otrzymał dowództwo nad batalionem piechoty, którego generał został zabity. Laurens, pod kierownictwem pułkownika Alexandra Hamiltona prowadził oddział podczas szturmu na Redutę nr 10.
Brytyjskie dywizjony poddały się 17 października 1781 r.; Washington wyznaczył Laurensa na amerykańskiego komisarza podczas opracowywania formalnych warunków kapitulacji Brytanii. Louis Marc Antoine de Noailles, krewny żony Lafayette’a, został wybrany przez Rochambeau, by reprezentować interesy Francji. W Moore House 18 października 1781 r. Laurens wraz z francuskim dyplomatą negocjowali z dwoma wysłannikami brytyjskimi. Tego samego dnia kapitulację podpisał generał Cornwallis.